# アダム・マティセク
アダム・マティセク（ポーランド語: Adam Matysek、ポーランド語発音: [ˈadam maˈtɨsɛk]、1968年7月19日 - ）は、ポーランドの元サッカー選手、現サッカー指導者。元ポーランド代表。選手時代のポジションはGK。

## 選手経歴

### クラブ
ザグウェンビェ・ヴァウブジフの下部組織出身で1989年にシロンスク・ヴロツワフで選手となった。
1993年にSCフォルトゥナ・ケルンに移籍すると、FCギュータースローを経て、バイエル・レバークーゼンに加入した。レバークーゼンではフランク・ユーリッチとポジション争いを繰り広げた。
2001年にザグウェンビェ・ルビンに加入しポーランドに復帰。翌年にRKSラドムスコで選手を引退した。

### 代表
ポーランド代表として34試合の出場歴がある。代表初出場は1991年12月3日のエジプト代表戦であった。1994年から1997年にかけては招集外が続いたが、その後は再び招集され、2002年5月18日のエストニア代表戦が最後の出場となった。同年の2002 FIFAワールドカップにも参加したが、同大会で出場は無く引退した。

## 指導歴
引退後はポーランドサッカー協会でU-21代表のゴールキーパーコーチを務めた他、1.FCニュルンベルクでもゴールキーパーコーチを務めた。

## 私生活
同じくサッカー選手のドミニク・ズウィックは義理の息子にあたる。

## 代表歴

### 出場大会
- ポーランド代表
  - 2002 FIFAワールドカップ

### 試合数
- 国際Aマッチ 35試合 0得点（1991年-2002年）[3]

| ポーランド代表 | 国際Aマッチ | 国際Aマッチ |
| 年             | 出場        | 得点        |
| -------------- | ----------- | ----------- |
| 1991           | 3           | 0           |
| 1992           | 4           | 0           |
| 1993           | 7           | 0           |
| 1994           | 0           | 0           |
| 1995           | 0           | 0           |
| 1996           | 0           | 0           |
| 1997           | 0           | 0           |
| 1998           | 6           | 0           |
| 1999           | 9           | 0           |
| 2000           | 2           | 0           |
| 2001           | 3           | 0           |
| 2002           | 1           | 0           |
| 通算           | 35          | 0           |